# Ludwig Moritz von Lucadou
Ludwig Moritz von Lucadou (* 23. März 1741 in Genf; † 21. Juni 1812 in Köslin) war ein preußischer Generalmajor. Er wurde durch seine Rolle bei der Belagerung Kolbergs 1807 bekannt.

## Leben
Ludwig Moritz von Lucadou entstammte einer Adelsfamilie aus dem Languedoc, seine Muttersprache war französisch. Er war der Sohn des sardischen Obristen und Brigadiers Benoit von Lucadou (1683–1772) und dessen Ehefrau Madeleine Luise Charlotte, geborene de Chauvet.
Lucadou stand zunächst seit 1756 in sardischen Diensten. Im Siebenjährigen Krieg trat er 1760 als Fähnrich in das Grenadierbataillon „von Unruh“ Nr. 2 der Preußischen Armee ein. Er nahm an der Schlacht bei Reichenbach und teil und wurde in einem Gefecht bei Ratibor verwundet. Im Bayerischen Erbfolgekrieg fiel er 1779 König Friedrich II. durch besondere Tapferkeit auf. Von diesem mit einem Ehrensäbel ausgezeichnet, wurde er auch dem Thronfolger Friedrich Wilhelm II. persönlich bekannt. Als König beorderte Friedrich Wilhelm den Major Lucadou 1792 zur besonderen Verwendung im Feldzug gegen Frankreich in sein Hoflager und setzte ihn als Stadtkommandanten von Frankfurt am Main ein. Nach der Eroberung von Mainz wurde Lucadou am 1. August 1793 zuerst Kommandant und ab Januar 1794 Gouverneur von Mainz. Nach dem Abzug aus der Stadt übernahm er erneut die Kommandantur in Frankfurt bis zum Frieden von Basel. Danach trat er in den Truppendienst zurück, wurde Kommandeur des Grenadierbataillons 5/20 und 1801 zum Oberst befördert.
Im Jahre 1803 ernannte König Friedrich Wilhelm III. Lucadou zum Kommandanten der Festung Kolberg. Eine derartige Stelle galt nach allgemeinem Gebrauch als Ruheposten für verdiente Offiziere, um Pensionsgelder einzusparen. Lucadou war gesundheitlich bereits angeschlagen und konnte im Frontdienst nicht mehr eingesetzt werden.
Nach der Niederlage und dem Zusammenbruch der Preußischen Armee im Herbst 1806 im Vierten Koalitionskrieg weigerte Lucadou sich, die Festung den Franzosen zu übergeben, setzte sie systematisch in Verteidigungszustand und übte monatelang über einen großen Teil des nordwestlichen Hinterpommerns die Kontrolle aus. Als im März 1807 der Kampf um Kolberg begann, war Lucadous Stellung jedoch wegen des Misstrauens des patriotischen Teils der Bürgerschaft um den Bürgerrepräsentanten Joachim Nettelbeck schwierig, während ein anderer Teil mit den Belastungen infolge der Verteidigungsanstrengungen nicht einverstanden war. Lucadou gelang es nicht, den Elan kämpferisch gesinnter Bürger für die Verteidigung der Festung nutzbar zu machen. Er trug einen französischen Namen, sprach mit französischem Akzent und verstand die plattdeutsche Mundart der Kolberger nicht. Ein Schlaganfall hatte eine halbseitige Gesichtslähmung hinterlassen, weshalb „er sich selbst auch seinen Untergebenen nur mit Mühe deutlich machen konnte“. Er erschien den Bürgern mit seiner Zurückgezogenheit als unberechenbare Gefahr und sie befürchteten eine Übergabe der Festung. 
Lucadou hatte als Infanterieoffizier weder Erfahrungen im Festungskrieg noch eine entsprechende Ausbildung. Er beharrte auf den wenigen, ihm bekannten älteren Grundsätzen. Seine Entscheidungen riefen daher Kritik bei seinen jüngeren Offizieren hervor. Deren Drängen, eine bewegliche Verteidigung gegen die zahlenmäßig unterlegenen Angreifer außerhalb der Festungsanlagen vorzutragen, folgte er nur zögernd und unsicher. Nachdem das unklare Unterstellungsverhältnis des Freikorps Schill sich in militärischen Misserfolgen niedergeschlagen und Konflikte in der Garnison zur Folge hatte, schlossen sich Offiziere und Beamte, unzufrieden mit Lucadous Führung, den bürgerlichen Kritikern, die sich um Nettelbeck zusammengeschlossen hatten, an und konspirierten gegen ihn. Sie übermittelten dem König alarmierende Nachrichten über eine infolge des Versagens des Kommandanten nicht zu verhindernde, baldige Übergabe der Festung. Tatsächlich musste damit gerechnet werden, auch nach späteren Urteilen war Lucadou seiner Aufgabe nicht gewachsen. Um die Gefahr abzuwenden, entsandte der König im April 1807 den Major Gneisenau als neuen Kommandanten nach Kolberg. 
Gneisenau hatte ferner den Auftrag, die Vorwürfe gegen Lucadou zu überprüfen. Im Ergebnis des später verschollenen Berichts Gneisenaus entband der König Lucadou zum 10. April bei vollen Bezügen als Festungskommandanten und verabschiedete ihn zum 9. Mai 1807 mit dem Charakter eines Generalmajors. Gleichzeitig erhielt Lucadou die Erlaubnis zum Tragen der Generalsuniform. Den endgültigen Abschied erteilte der König ihm am 30. Januar 1808 mit Bewilligung einer Pension von 1000 Talern, kurz darauf ergänzt um das Recht, die Kommandantenwohnung der Festung Kolberg zu bewohnen.
Lucadou war zweimal verheiratet. Im Jahr 1777 heiratete er in Schwedt/Oder Charlotte Sophie Wilhelmine, geborene von Seherr-Thoß (1745–1804). Die zweite Ehe ging er am 8. April 1808 weit unter seinem Stand mit der 29-jährigen Sophie Charlotte Martinette (1778–1834) ein, der Tochter des Feldschers Daniel Gottlieb Liebchen. Seit 1810 lebte er mit ihr in Köslin.

## Lucadou als literarische Gestalt
In den vielgelesenen Lebenserinnerungen seines Feindes Nettelbeck, die den Kern des um die Belagerung entstandenen Mythos bilden und auch heute noch gedruckt werden, wurde Lucadou wahrheitswidrig als Feigling und Versager hingestellt. Zu seinen Lebzeiten sind Vorwürfe in einem derartigen Umfang nicht erhoben worden. Berichte seiner Offiziere, darunter Schill und Karl Wilhelm Ernst von Waldenfels, die der Immediatuntersuchungskommission vorlagen, bescheinigten Lucadou ehrenhaftes Verhalten, Standhaftigkeit und treue Pflichterfüllung. Als Nettelbecks Werk 1823 erschien, war Lucadou schon verstorben und konnte sich nicht mehr wehren. Seine Verteidiger, besonders Regionalhistoriker wie Hermann Klaje aus Kolberg und R. M. Horstig aus Stolp, sowie Angehörige des preußischen Offizierkorps wie Karl von Bagensky, konnten sich nicht durchsetzen. Dagegen machten sich zahlreiche Schriftsteller Nettelbecks Darstellung zu eigen, darunter Paul Heyse in seinem seit 1868 viel gespielten und als Nationaldrama angelegten Schauspiel „Kolberg“ und Rudolf Herzog 1932 im Roman „Horridoh Lützow!“. Ebenso verfuhren Veit Harlan und Alfred Braun 1943/1944 in ihrem Drehbuch zu dem NS-Propagendafilm „Kolberg“.